# Spółdzielnia mleczarska
Treść tego artykułu od 2022-04 należy opracować w taki sposób, aby nie uwypuklała nadmiernie polskiej specyfiki / aby nie zawężała się tylko do polskich warunków
 Po wyeliminowaniu niedoskonałości należy usunąć szablon [[Szablon:Dopracować|]] z tego artykułu.
Spółdzielnia mleczarska – dobrowolne zrzeszenie dostawców mleka mające na celu organizowanie i prowadzenie skupu mleka, jego przetwarzanie i sprzedaż produktów mleczarskich. Spółdzielnia stanowi platformę współdziałania i współpracy członków oraz sposób udzielania pomocy w zakresie doskonalenia hodowli bydła w gospodarstwach rolnych.

## Spółdzielczość mleczarska w Polsce

### Początki spółdzielczości mleczarskiej
Pierwsza spółdzielnia mleczarska na ziemiach polskich powstała w 1886 r. w Grodzisku Wielkopolskim. Z czasem spółdzielnie mleczarskie zaczęły powstawać przy dworach ziemiańskich, jako prywatne przedsięwzięcia lub skupiało kilku ziemian tworząc ziemiańskie spółki mleczarskie. Także bogatsze chłopstwo zaczęło tworzyć chłopskie spółdzielnie mleczarskie.
Rozwój spółdzielczości mleczarskiej był zróżnicowany w poszczególnych zaborach. Do wybuchu I wojny światowej na terenie zaboru pruskiego zarejestrowano 29 spółdzielni mleczarskich, które znajdowały się w rękach polskich. Na terenach zaboru austriackiego powstało 73 spółdzielni mleczarskich, zaś na terenie zaboru rosyjskiego było 220 spółdzielni mleczarskich.
Po uzyskaniu niepodległości rozwój spółdzielczości mleczarskiej został spowolniony, z uwagi na trudną sytuację gospodarczą, a ponadto notowano dużą inflację i brak było jednolitego prawa.
Według danych Małego Rocznika Statystycznego GUS z 1938 r. liczba spółdzielni mleczarskich i jej członków przedstawiała się następująco:
| Rok  | Liczba spółdzielni | Liczba członków (w tys.) | Członków na 1 spółdzielnię |
| ---- | ------------------ | ------------------------ | -------------------------- |
| 1924 | 156                | 23,0                     | 147                        |
| 1925 | 282                | 44,9                     | 159                        |
| 1926 | 430                | 76,3                     | 177                        |
| 1927 | 648                | 118,9                    | 183                        |
| 1936 | 1323               | 543,0                    | 410                        |
| 1938 | 1241               | –                        | –                          |

### Rozwój spółdzielczości mleczarskiej po II wojnie światowej
Po zakończeniu II wojny światowej zdołano uruchomić 685 zakładów mleczarskich w tym 590 spółdzielczych i 95 prywatnych. Skup mleka w 1945 r. wynosił 1,2 miliona litrów, który wzrósł w 1950 r. do 2,5 miliona litrów. W latach 1951–1957 przemysł mleczarski pozostawał pod zarządem państwowym.
Pod koniec 1957 r. zostały zniesione obowiązkowe dostawy i reaktywowano spółdzielczość mleczarską. W 1958 r. powołano Związek Spółdzielni Mleczarskich, jako organizację naczelną w strukturze spółdzielczości mleczarskiej. W 1961 r. Związek Spółdzielni Mleczarskich przekształcono w Centralny Związek Spółdzielni Mleczarskich.
W 1975 r. w związku z reformą administracyjną kraju, powstało 49 województw spółdzielni mleczarskich. Następnie spółdzielczość mleczarska włączona została do Centralnego Związku Spółdzielni Rolniczych „Samopomoc Chłopska”, a w miejsce Centralnego Związku Spółdzielni Mleczarskich powołano Centralny Zarząd Przemysłu Mleczarskiego oraz 49 wojewódzkich spółdzielni mleczarskich.
Według danych Rocznika Statystycznego GUS z 1977 r. liczba spółdzielni mleczarskich i jej członków przedstawiała się następujące:
| Rok  | Liczba spółdzielni | Liczba członków (w tys.) | Członków na 1 spółdzielnię |
| ---- | ------------------ | ------------------------ | -------------------------- |
| 1950 | 876                | –                        | –                          |
| 1954 | 913                | –                        | –                          |
| 1960 | 661                | 692,0                    | 1047                       |
| 1975 | 430                | 1328,0                   | 3828                       |

### Przynależność do spółdzielni mleczarskich
Członkami spółdzielni mleczarskich według statutu mogły być;
- osoby fizyczne (ukończone 18 lat), które posiadały bydło mleczne i byli dostawcami mleka do spółdzielni;
- osoby prawne, prowadzące chów bydła, w tym państwowe gospodarstwa rolne i rolnicze spółdzielnie produkcyjne;
- inne osoby współdziałające ze spółdzielniami mleczarskim;
- podpisały deklarację członkowską i wpłaciły udział członkowski.

### Działalność związku spółdzielczości mleczarskiej szczebla wojewódzkiego
Związek spółdzielczości mleczarskiej prowadził na rzecz spółdzielni mleczarskiej następująca działania:
- działalność organizacyjną związaną z funkcjonowaniem spółdzielni mleczarskich;
- działalność rewizyjną poprzez komisje rewizyjne i ze strony władz wyższego szczebla;
- działalność instruktażową – poradnictwo surowcowe służb instruktorskich;
- udzielanie pomocy handlowej przy dystrybucji produktów mleczarskich;
- udzielanie pomocy kredytowej i inwestycyjnej.

### Przyjęte sposoby ustalanie ceny skupu mleka
Przy ustalaniu przez spółdzielnie mleczarskie należności za mleko brano pod uwagę;
- cenę za jednostkę tłuszczową;
- cenę za jednostkę białkową.

Jednostka tłuszczowa odpowiada 1% tłuszczu w mleku. Z kolei jednostka białkowa odpowiada za ilość białka zawartego w 1 litrze mleka.

### Służby poradnictwa surowcowego spółdzielczości mleczarskiej
W 1973 r. wznowiono działalność służby poradnictwa surowcowego spółdzielni mleczarskich, którą pierwotnie pełnili zootechnicy gromadzcy. Po powołaniu gminnej służby rolnej wyłączono zadania związane ze spółdzielczością mleczarską i powołano własną służbę poradnictwa surowcowego.
Wśród podstawowych obowiązków instruktorów poradnictwa surowcowego wymieniano:
- instruktaż, doradztwo i obsługę zaopatrzeniową gospodarstw producentów mleka;
- fachowy nadzór i opiekę oraz inspirowanie i ukierunkowanie działalności gminnych kół producentów bydła;
- wnioskowanie oraz podejmowanie działania mającego na celu doskonalenie systemu organizacji skupu i odbioru mleka;
- współdziałanie z gminnymi spółdzielniami „Samopomoc Chłopska” i gminnymi służbami rolnymi, oraz organizacjami działającymi na terenie gminy na rzecz intensyfikacji produkcji mleka.

Każdy instruktor miał określony obszar działania powiązany ze spółdzielnią mleczarską, w tym ustaloną liczbę dostawców mleka, punktów skupu, trasy przejazdów wozaków. Do obowiązków należało ustalanie sposobów działania komitetów dostawców mleka, ewidencjonowanie liczby członków i kół producentów mleka. Instruktor ustalone zadania wypełniał w postaci szkoleń, pokazów, demonstracji, wycieczek, konkursów (np. konkurs Więcej mleka wysokiej jakości) i innych form zmierzających do intensyfikacji produkcji mleka.

### Zmiany o w zakresie funkcjonowania spółdzielczości mleczarskiej
Ustawą z 1990 r. o zmianach w organizacji i działalności spółdzielczości związek spółdzielni mleczarskich przeszedł w stan likwidacji. W 1991 r. powstała organizacja Krajowe Porozumienie Spółdzielni Mleczarskich, której podstawowym celem była pomoc zrzeszonym spółdzielniom w ich działalności statutowej oraz reprezentowanie interesów mleczarstwa. Zmiana nazwy na Krajowy Związek Spółdzielni Mleczarskich Związek Rewizyjny nastąpiła w 1998 r.